# Minuskuł 56
Minuskuł 56 (wedle numeracji Gregory–Aland) ε 517 (Soden) – rękopis Nowego Testamentu, z XV wieku pisany minuskułą na pergaminie w  języku greckim. Przechowywany jest w  Lincoln College w Oksfordzie. Był wykorzystywany w dawnych wydaniach  greckiego Nowego Testamentu. 

## Opis rękopisu
Kodeks zawiera pełny tekst czterech Ewangelii, na 232 pergaminowych kartach (20,5 na 14,5 cm) . 
Tekst rękopisu pisany jest jedną kolumną na stronę, w 24 linijek na stronę. 
Zawiera Prolegomenę do  Ewangelii Marka i  Łukasza. Tekst jest dzielony według rozdziałów (κεφαλαια), których numery podane zostały w bocznym marginesie, a tytuły (τιτλοι) podane zostały na górze strony. Nie zastosowano natomiast podziału według krótkich Sekcji Ammoniusza. Zawiera kolofony na końcu każdej Ewangelii. 

## Tekst
Grecki tekst Nowego Testamentu reprezentuje bizantyjską tradycję tekstualną. Hermann von Soden zaklasyfikował to do tekstualnej grupy Kx (standardowy tekst bizantyjski).  Aland nie umieścił go w żadnej  kategorii. Według  Gregory'ego jest córką lub siostrą  minuskułu 54, jest też powiązany pokrewieństwem tekstualnym z  58 i  61. 
Rękopis został zbadany metodą wielokrotnych wariantów Claremont Profile Method w Łk 1; Łk 10 i Łk 20, w których reprezentuje standardowy tekst bizantyjski (Kr). Pod względem tekstualnym w owych trzech rozdziałach jest bliski minuskułowi 58.

## Historia
Rękopis został sporządzony przez Jana Serbopoulosa (Ἰωάννης Σερβόπουλος) w Anglii (także minuskuł 47). W 1502 roku Edmund Audley, bp Salisbury, podarował rękopis dla Lincoln College. 
 Griesbach i Scrivener datowali rękopis na XV lub XVI wiek, Gregory i Kurt Aland datowali go na XV wiek. INTF datuje go na XV wiek . 
Rękopis znał John Mill, który wykorzystał go w swoim wydaniu greckiego Nowego Testamentu (jako Lincoln 1). W niewielkim stopniu wykorzystany został w Poliglocie Waltona (jako Codex Lincolniensis). Bp  Ussher błędnie go powiązał ze znacznie starszym minuskułem 326. 
Johann Jakob Wettstein wciągnął go na listę rękopisów Nowego Testamentu, nadał mu numer 56 i sporządził jego opis.  Griesbach sprawdził niektóre jego warianty. Rękopis był badany przez Gregory'ego. Nie jest wykorzystywany we współczesnych wydaniach greckiego Nowego Testamentu. 
Rękopis przechowywany jest w  Lincoln College (Gr. 18) w Oksfordzie . 